# Arrondissement Montauban
Arrondissement Montauban (fr. Arrondissement de Montauban) je správní územní jednotka ležící v departementu Tarn-et-Garonne a regionu Midi-Pyrénées ve Francii. Člení se dále na 18 kantonů a 92 obce.

## Kantony
- Caussade
- Caylus
- Grisolles
- Lafrançaise
- Molières
- Monclar-de-Quercy
- Montauban-1
- Montauban-2
- Montauban-3
- Montauban-4
- Montauban-5
- Montauban-6
- Montech
- Montpezat-de-Quercy
- Nègrepelisse
- Saint-Antonin-Noble-Val
- Verdun-sur-Garonne
- Villebrumier